# Чифлик (област Кърджали)
Вижте пояснителната страница за други значения на Чифлик.
Чифлик е село в Южна България. То се намира в община Кърджали, област Кърджали.

## География
Село Чифлик се намира в планински район.

## Население
Численост и дял на етническите групи според преброяването на населението през 2011 г.:
|                     | Численост | Дял (в %) |
| Общо                | 371       | 100,00    |
| Българи             | 3         | 0,80      |
| Турци               | 284       | 76,54     |
| Цигани              | 45        | 12,12     |
| Други               | 0         | 0,00      |
| Не се самоопределят | 0         | 0,00      |
| Неотговорили        | 38        | 10,24     |